# Кордаро, Алессандро
Алессандро Кордаро (итал. Alessandro Cordaro; родился 2 мая 1986 года в Ла-Лувьере, Бельгия) — бельгийский футболист итальянского происхождения, вингер клуба «Монс».

## Клубная карьера
Кордаро — воспитанник футбольного клуба «Лувероис». В 2002 году он подписал контракт с «Монсом». В команде он провел 7 сезонов, сыграв 137 матчей и забил 10 голов. Летом 2009 года Алессандро подписал контракт на три года с клубом «Шарлеруа». 2 августа в матче против «Брюгге» он дебютировал за новый клуб. В этом поединке Кордаро был удален с поля уже через 15 минут после выхода на замену. 3 октября в поединке против «Кортрейка» Алессандро забил свой первый гол за «Шарлеруа».
16 мая 2011 года Кордаро подписал трехлетний контракт с клубом «Мехелен». 30 июля в матче против «Сент-Трюйдена» он дебютировал за новую команду. 14 августа в поединке против «Льерса» Алессандро забил свой дебютный гол и помог команде победить. В 2013 году он продлил контракт с клубом до 2016 года.

## Международная карьера
С 2008 по 2009 года Кордаро вызывался в молодёжную сборную Бельгии. За молодёжную национальную сборную он провел 9 матчей.